# Слободан Качар
Слободан Качар (серб. Слободан Качар; 15 вересня 1957, Яйце, Югославія) — югославський та сербський боксер, олімпійський чемпіон 1980 року. Серед професіоналів був чемпіоном світу в напівважкій вазі за версією IBF.

## Аматорська кар'єра
Олімпійські ігри 1980
- 1/8 фіналу. Переміг Міканла Нассоро (Танзанія) RET
- 1/4 фіналу. Переміг Давіда Качадзе (СРСР) 4-1
- 1/2 фіналу. Переміг Геберта Бауха (Німеччина) RSC
- Фінал. Переміг Павла Скшеча (Польща) 4-1